# Böhm Vilmos
Böhm Vilmos (helytelenül Bőhm), (Budapest, 1880. január 20. – Stockholm, 1949. október 28.) magyar szociáldemokrata politikus, hadügyi államtitkár (1918–1919), hadügyminiszter és hadügyi népbiztos (1919).

## Életpályája
Böhm Lipót és Rosenzweig Rozália gyermekeként született, zsidó származású volt. Érettségizett és műszerész szakképesítést szerzett. Németül beszélt. Az 1900-as években műszaki hivatalnokként dolgozott. 1905. december 26-án Budapesten, az Erzsébetvárosban házasságot kötött a szintén izraelita vallású Steiner Máriával, Steiner Ignác és Schwarz Franciska lányával. Böhm ekkoriban az István út 42. szám alatt lakott.
Ifjúmunkásként kapcsolódott be a munkásmozgalomba, majd a Vas- és Fémmunkások Országos Szövetségének („vasasszakszervezet”) titkára lett. 1911-ben beválasztották a Szakszervezeti Tanácsba. 1913 októberében, a XX. pártgyűlésen beválasztották az MSZDP vezetőségébe. Az MSZDP centrumához tartozott. Az első világháború idején főhadnagyi rendfokozatot ért el. 1918-ban az általános sztrájk idején letartóztatták.
Aktívan részt vett az 1918. évi őszirózsás forradalomban, majd 1919 januárjában a Berinkey-kormány hadügyminisztere lett, államtitkárként maga mellé véve a háború hősét, Stromfeld Aurélt. Nevezetes a Szatmáron, a székely katonák előtt elmondott beszéde, melyben így foglalt állást: „Szét akarják darabolni Magyarországot. (…) Figyelmeztetem azokat, akik Párizsban a békéről tanácskoznak, hogy (…) Magyarország feldarabolása azt jelenti, hogy (…) elveszik a megélhetésünket, és akkor már nincs mit veszítenünk, és már csak az élet és halál kérdése marad meg számunkra” (közli: Népszava, 1919. március 4-ei száma). Az őszirózsás forradalom túlzott pacifizmusától 1919 márciusára tehát eljutott a haza fegyveres védelmének gondolatáig.
Szociáldemokrata részről részt vett a KMP-vel a pártegyesítésről folytatott tárgyaláson. A Tanácsköztársaság idején a Vörös Hadsereg szociális népbiztosa, majd hadügyi népbiztos, a „Tiszántúli Vörös Hadsereg” főparancsnoka, majd a Vörös Hadsereg főparancsnoka. 1919 májusában lemondott, de ezt nem fogadták el. A politikai vezetésnek viszont a tagja maradt. 1919 júliusában bécsi követ volt. 1919. július 23-án Böhm Vilmos magyar követként Bécsbe érkezik és a Magyar Szociáldemokrata Párt vezetőségének megbízásából megegyezik az antantmissziókkal a tanácskormány eltávolításáról. A magyar Magyarországi Tanácsköztársaság bukása után emigrációba kényszerült, és az emigráns szociáldemokraták egyik csoportjának („Világosság-csoport”) vezéralakja lett, Kunfi Zsigmond és Garbai Sándor mellett.
1920 után Bécsben maradt, bekapcsolódva a nemzetközi szociáldemokrata mozgalom munkájába is. 1934-től Csehszlovákiában, majd 1938-tól Svédországban élt. Csak 1945. december 30-án tért haza. Politikai vereségként élte meg, hogy 1945 után nem az oktobrista elvekhez tértek vissza – külön sérelmezte, hogy nem Károlyi Mihály lett az új köztársaság elnöke – , hanem a koalíciós korszak egyre inkább látszatdemokráciává, a Szövetséges Ellenőrző Bizottság által irányított háttéralkuk korszakává vált.
1946. május 1-jétől ismét Svédországban dolgozott, a magyar követség vezetője lett, 1948. január 31-től akkreditálva Norvégiában és Dániában június 29-ig. Az MSZDP és az MKP egyesülése után lemondott tisztéről és 1948-tól ismét mint emigráns élt Stockholmban. 1949. június 3-án megfosztották magyar állampolgárságától, és még ugyanebben az évben, október 28-án elhunyt. Magyarországon meg sem emlékeztek a haláláról.

## Főbb művei
- Két forradalom tüzében. München, 1923, Bp., 1946
- Másodszor emigrációban. Progresszió Kiadó, Bp., 1990
- Böhm Vilmos válogatott politikai levelei, 1914-1949 (szerk.: Szabó Éva - Szűcs László). Napvilág Kiadó, Bp., 1997